# Paul Seymour (giocatore di football americano)
Paul Christopher Seymour (Detroit, 6 febbraio 1950) è un ex giocatore di football americano statunitense che ha militato nel ruolo di tight end nella National Football League (NFL).

## Carriera
Seymour al college giocò a football con i Michigan Wolverines, venendo premiato come All-American. Fu scelto dai Buffalo Bills come settimo assoluto nel Draft NFL 1973. Fu selezionato principalmente come offensive lineman per bloccare per O.J. Simpson ma fu presto spostato nel ruolo di tight end. Nella sua prima stagione disputò tutte le 14 partite come tight end titolare, ricevendo 10 passaggi per 114 yard.  Seymour giocò per cinque stagioni con i Bills fino al 1977, disputando 69 partite, tutte tranne una come titolare. La sua miglior partita giunse contro gli imbattuti New England Patriots il 20 ottobre 1974, quando ricevette 64 yard e 2 touchdown nella vittoria a sorpresa dei Bills.
Nell'agosto 1978, i Bills scambiarono Seymour con i Pittsburgh Steelers per il wide receiver Frank Lewis. Tuttavia lo scambio fu annullato dopo che fallì un test fisico con la nuova squadra. Seymour fece così ritorno a Buffalo ma non giocò più alcuna partita nella NFL.